# Balongrejo (Banjarejo)
Balongrejo is een bestuurslaag in het regentschap Blora van de provincie Midden-Java, Indonesië. Balongrejo telt 1220 inwoners (volkstelling 2010).